# Backhousia enata
Backhousia enata là một loài thực vật có hoa trong Họ Đào kim nương. Loài này được A.J.Ford, Craven & J.Holmes mô tả khoa học đầu tiên năm 2005.